# Ardenna bulleri
La berta di Buller (Ardenna bulleri Salvin, 1888) è un uccello marino della famiglia dei Procellariidi originario dell'oceano Pacifico. È una delle specie più grandi del genere Ardenna e forma una superspecie con la berta cuneata (A. pacifica).

## Descrizione

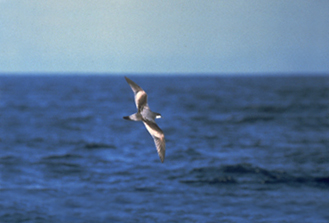
Esemplare migratore nel Cordell Bank National Marine Sanctuary al largo della California; si notino i disegni dell'ala.

### Dimensioni
Misura 42–47 cm di lunghezza, per un peso di 278-499 g; l'apertura alare è di 96–107 cm.

### Aspetto
Le regioni superiori della berta di Buller sono grigio-bluastre. Una striscia di colore nerastro si estende dalle remiganti terziarie alle copritrici primarie. Nerastre sono anche le remiganti primarie; le due aree di colore nero, tuttavia, non si incontrano all'estremità dell'ala; la zona estesa tra esse è invece di un colore grigio chiaro che sotto una luce particolarmente brillante appare quasi bianca. Visto dall'alto, sembra che questo uccello abbia disegnata sulle ali una sorta di «M» nera spezzata su uno sfondo color grigio chiaro.
Le regioni inferiori sono di colore bianco candido; sulla testa il grigio delle regioni superiori si estende fino all'altezza degli occhi, mettendo ben in evidenza il bianco delle guance, come nelle specie di berte più piccole del genere Puffinus. Le timoniere sono nerastre e la coda è a forma di cuneo; il becco e l'iride sono scuri. I giovani presentano già la stessa colorazione degli adulti; i pulcini sono ricoperti di piumino grigio.
Rispetto ad altre berte, questa specie è piuttosto facile da identificare in mare, grazie alle sue dimensioni e al tipico disegno a forma di «M» sulle ali visibile quando è in volo, caratteristica insolita tra i rappresentanti del suo genere ma propria di alcune specie di petrelli (Pterodroma), dei prioni (Pachyptila) e di un suo parente stretto, il petrello azzurro (Halobaena caerulea). Tuttavia questi ultimi sono tutti uccelli più piccoli, grandi circa due terzi della berta di Buller e pesanti appena la metà.

## Biologia
La berta di Buller si nutre soprattutto di pesci, calamari e crostacei come il krill Nyctiphanes australis. Segue occasionalmente le navi, come i pescherecci, e si unisce ad altre specie di uccelli marini in prossimità di fonti alimentari particolarmente numerose. Il cibo viene catturato ad una profondità non superiore alla lunghezza della testa, spesso solamente con il becco o tuffando brevemente l'intera testa, generalmente mentre l'uccello galleggia sulla superficie, ma raramente anche quando è in volo. Nei rari casi in cui si immerge completamente sott'acqua, lo fa solo quando galleggia in superficie e non si tuffa mai da grandi altezze.
È una specie che nidifica in colonie, situate prevalentemente a Tawhiti Rahi e Aorangi, le isole principali del gruppo delle Poor Knights, al largo della coste settentrionali della Nuova Zelanda. Nidifica in gallerie, fenditure della roccia o sotto le radici degli alberi, prediligendo pendici densamente forestate. Tuttavia, è possibile trovare nidi anche su faraglioni o falesie prive di alberi, e la maggior parte delle altre colonie - quelle situate sulle isole più piccole delle Poor Knights tra le isole principali e la costa sud-orientale di Aorangi - è di natura simile. Una coppia nidificante venne segnalata sulle Simmonds Islands nel 1980, ma sembra essersi trattato di un caso isolato.
La stagione riproduttiva ha inizio in ottobre e si protrae per quasi metà dell'anno. L'unico uovo deposto viene covato per circa 51 giorni; i genitori si danno il cambio nella cova e nell'alimentazione dei piccoli ogni 4 giorni o giù di lì. Il periodo dell'involo non è noto, ma è probabile che abbia luogo verso i 100 giorni di età, come nei suoi parenti stretti.

## Distribuzione e habitat
La berta di Buller è una specie pelagica come le altre berte del genere Ardenna; al di fuori della stagione degli amori migra da una parte all'altra dell'Equatore attraverso gran parte dell'oceano Pacifico. Nonostante sia presente nelle acque subartiche al largo della Kamčatka e delle isole Aleutine, non è mai stata segnalata nelle regioni subantartiche; tuttavia è possibile che questa apparente assenza sia dovuta solamente alla mancanza di ricerche effettuate nella vasta regione priva di isole a sud del triangolo polinesiano. È piuttosto comune al largo della costa occidentale degli Stati Uniti durante la fine dell'estate e agli inizi dell'autunno, e può essere generalmente osservata a breve distanza dalla costa lungo l'intero litorale temperato e tropicale delle Americhe. La sua assenza dalla maggior parte della Melanesia e della Micronesia occidentale - un'area dove gli insediamenti umani e i traffici marini sono considerevoli - sembra essere invece effettiva; nella regione a ovest e a sud-ovest delle isole Marshall sono stati segnalati solo rari esemplari isolati alle Marianne, a Palau e a Yap. Un esemplare erratico è stato segnalato in acque atlantiche, al largo del New Jersey (Stati Uniti).

## Conservazione
La berta di Buller ha subito una caccia intensa a scopo alimentare da parte dai Maori, mentre la popolazione di Aorangi ha subito una forte predazione da parte dei maiali inselvatichiti. Alla fine degli anni '30 quest'ultima popolazione toccò un minimo di sole 100-200 coppie. Nel 1936, comunque, i maiali furono completamente rimossi dall'isola e il numero di berte risalì, raggiungendo di nuovo le 200.000 coppie all'inizio degli anni '80, fino ad approssimarsi alla capacità portante alla fine del XX secolo. Ad ogni modo, comunque, le colonie presenti a Tawhiti Rahi e su isolette più piccole potevano ancora essere utilizzate per un'eventuale reintroduzione su Aorangi e la berta di Buller non è mai stata considerata una specie a rischio di estinzione. È infatti un uccello molto numeroso, con una popolazione complessiva stimata sui 2,5 milioni di esemplari. Tuttavia, per il fatto di riprodursi quasi esclusivamente sulle isole Poor Knights viene considerata come «specie vulnerabile» dalla IUCN: una singola catastrofe localizzata basterebbe a spazzare via l'intera specie.